# David Broome
David Broome CBE (1º de março de 1940) é um ex-ginete galês especializado em saltos.
Ganhou o prêmio de Personalidade do Ano da BBC Sports, em 1960, e também o mesmo prêmio da BBC Cymru Wales, em 1970.